# Cratere Bogia
Bogia  è un cratere sulla superficie di Marte.